# كنيسة الملنكار الكاثوليك
كنيسة الملنكار الكاثوليك، هي كنيسة كاثوليكية شرقية على اتحاد كامل مع الكرسي الرسولي، وإحدى كنائس الهند الوطنية. تنتسب بحسب التقليد إلى القديس توما أحد الاثني عشر، والذي بشر في الهند حسب التقليد. طقس الكنيسة، هو الطقس السرياني الغربي - الإنطاكي - المعروف بالهند باسم الملنكاري، مقابل الطقس السرياني الشرقي - الرهاوي - المعروف بالهند باسم الملباري. يناهز عدد أتباع الكنيسة 500.000 نسمة، يقيمون في الهند وفي بلاد الانتشار ويرأسها رئيس أساقفة.
جذور العلاقة بين الكنيسة الهندية والكرسي الرسولي تعود للقرن السادس عشر، حيث نشطت البعثات التبشيرية تزامنًا مع الوجود البرتغالي في المنطقة. نجحت المحادثات عام 1653 في إعلان ضم الكنيسة الملنكارية إلى الكنيسة الكاثوليكية غير أن الاتفاق لم يكن طويل الأمد فانحلّ، ولم تعد حركة المحادثات حتى أوائل القرن العشرين، وهو ما أسفر خلال حبرية البابا بيوس الحادي عشر إلى تأسيس الكنيسة المعاصرة في 11 يونيو 1932، وتوسعت بانضمام عدد من الأساقفة من الكنيسة الملنكارية والأرثوذكسية إليها عام 1937 ثم 1939.